# Thor Heyerdahl
Thor Heyerdahl (Larvik, Noruega, 6 de outubro de 1914 — Colla Micheri, Itália, 18 de abril de 2002) foi um explorador, zoólogo e geógrafo norueguês.
Heyerdahl é notável por sua expedição Kon-Tiki em 1947, na qual navegou 8 000 km (5 000 milhas) através do Oceano Pacífico em uma jangada construída à mão da América do Sul para as Ilhas Tuamotu. A expedição foi projetada para demonstrar que os povos antigos poderiam ter feito longas viagens marítimas, criando contatos entre as sociedades. Isso estava ligado a um modelo difusionista de desenvolvimento cultural.
Heyerdahl fez outras viagens para demonstrar a possibilidade de contato entre povos antigos amplamente separados, notavelmente a expedição Ra II de 1970, quando ele navegou da costa oeste da África para Barbados em um barco de junco de papiro. Foi nomeado estudioso do governo em 1984.
Ele morreu em 18 de abril de 2002 em Colla Micheri, Itália, enquanto visitava familiares próximos. O governo norueguês deu-lhe um funeral de Estado na Catedral de Oslo em 26 de abril de 2002.
Em maio de 2011, os Arquivos Thor Heyerdahl foram adicionados ao Registro da Memória do Mundo da UNESCO. Na época, esta lista incluía 238 coleções de todo o mundo.  Os Arquivos Heyerdahl abrangem os anos de 1937 a 2002 e incluem sua coleção fotográfica, diários, cartas particulares, planos de expedição, artigos, recortes de jornais e manuscritos originais de livros e artigos. Os Arquivos Heyerdahl são administrados pelo Museu Kon-Tiki e pela Biblioteca Nacional da Noruega em Oslo.

## Expedição Kon-Tiki

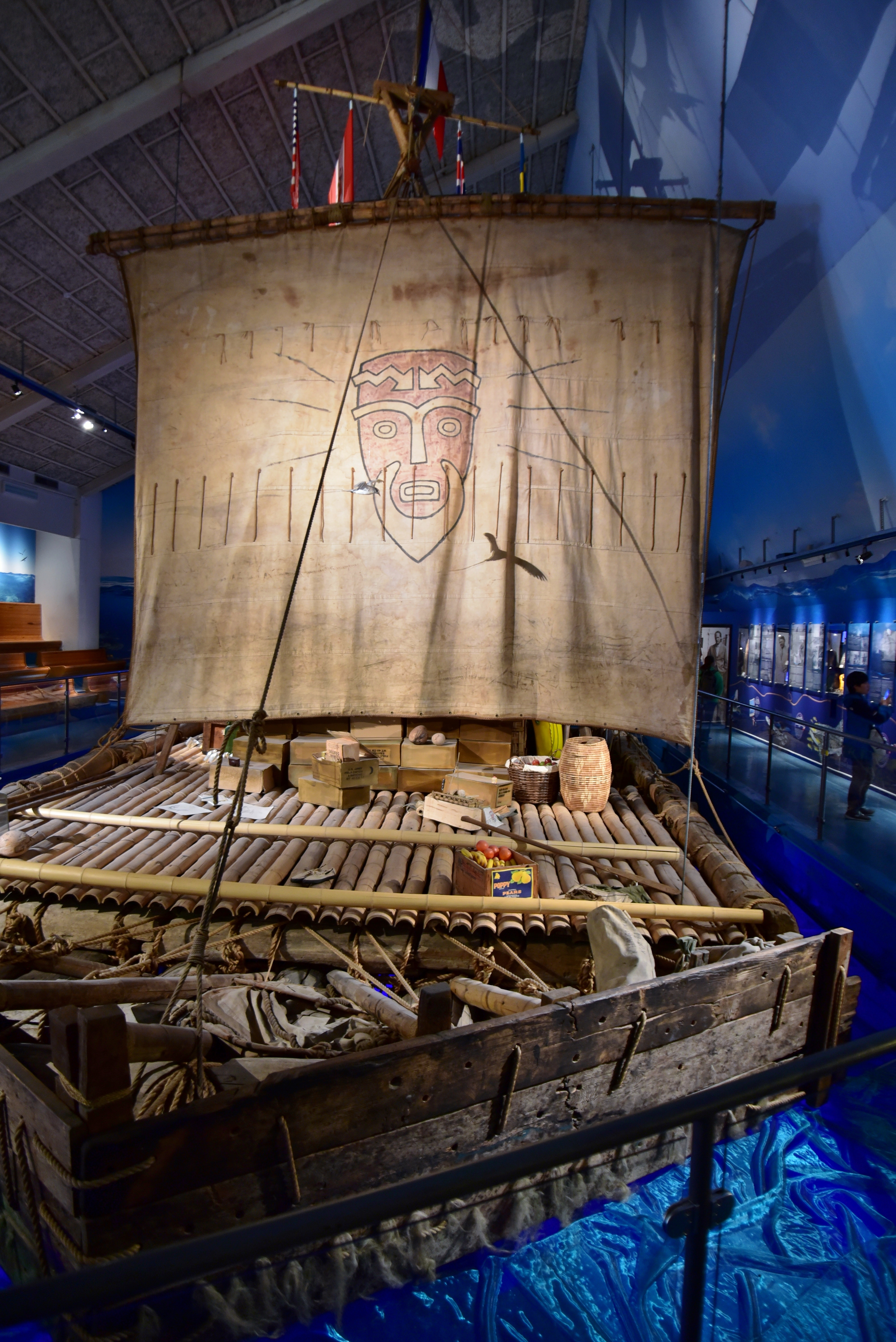
O Kon-Tiki no Museu Kon-Tiki em Oslo, Noruega

Em 1947, Heyerdahl e cinco companheiros aventureiros navegaram do Peru para as Ilhas Tuamotu, na Polinésia Francesa, em uma jangada pae-pae que haviam construído com madeira balsa e outros materiais nativos, batizada de Kon-Tiki. A expedição Kon-Tiki foi inspirada em antigos relatos e desenhos feitos pelos conquistadores espanhóis de jangadas incas, e em lendas nativas e evidências arqueológicas que sugerem o contato entre a América do Sul e a Polinésia. O Kon-Tiki colidiu com o arrecife em Raroia, no Tuamoto, em 7 de agosto de 1947, após uma viagem de 101 dias, 4 300 milhas náuticas (5 000 milhas ou 8 000 km) através do Oceano Pacífico. Heyerdahl quase se afogou pelo menos duas vezes na infância e não se afogou facilmente na água; Ele disse mais tarde que havia momentos em cada uma de suas viagens de jangada em que ele temia por sua vida.
Kon-Tiki demonstrou que era possível para uma jangada primitiva navegar pelo Pacífico com relativa facilidade e segurança, especialmente para o oeste (com os ventos alísios). A jangada provou ser altamente manobrável, e os peixes se reuniram entre os nove troncos de balsa em tal número que os antigos marinheiros poderiam ter confiado em peixes para hidratação na ausência de outras fontes de água doce. Outras jangadas repetiram a viagem, inspiradas em Kon-Tiki.
O livro de Heyerdahl sobre The Kon-Tiki Expedition: By Raft Across the South Seas foi traduzido para 70 idiomas.  O documentário da expedição intitulado Kon-Tiki ganhou um Oscar em 1951. Uma versão dramatizada foi lançada em 2012, também chamada Kon-Tiki, e foi indicada ao Oscar de Melhor Língua Estrangeira no 85º Oscar e ao Globo de Ouro de Melhor Filme Estrangeiro no 70º Globo de Ouro. Foi a primeira vez que um filme norueguês foi indicado ao Oscar e ao Globo de Ouro.
Evidências linguísticas, físicas e genéticas cumulativas de que a Polinésia foi de fato colonizada de oeste para leste por povos austronésios foram vistas por muito tempo para descartar qualquer validade para a afirmação de Heyerdahl de que as ilhas foram colonizadas a partir da América do Sul. No entanto, o consenso arqueológico ficou com um enigma: a batata-doce, uma cultura básica em toda a Polinésia que antecede o contato europeu, originou-se na América do Sul.  Em 2004, os linguistas holandeses e especialistas em línguas ameríndias Willem Adelaar e Pieter Muysken apontaram que a palavra para batata-doce parece ser compartilhada por línguas polinésias e várias línguas da América do Sul: proto-polinésia *kumala (compare Rapa Nui kumara, havaiano ʻ'uala, maori kūmara) pode estar ligado com quíchua e aimará k'umar ~ k'umara. Adelaar e Muysken afirmam que a semelhança na palavra batata-doce é prova do contato precoce entre os Andes Centrais e a Polinésia.  Um estudo genético publicado em 2020 finalmente encontrou "evidências conclusivas para o contato pré-histórico de indivíduos polinésios com indivíduos nativos americanos":
Nossa data estimada mais antiga de contato é 1150 d.C. para Fatu Hiva, Marquesas do Sul. Isso é próximo da data estimada pela datação por radiocarbono para o assentamento desse grupo de ilhas, levantando a intrigante possibilidade de que, ao chegarem, os colonos polinésios encontraram uma pequena população nativa americana já estabelecida. Foi na ilha de Fatu Hiva, a ilha mais oriental da Polinésia equatorial, que Thor Heyerdahl levantou a hipótese de que indivíduos nativos americanos e polinésios poderiam ter entrado em contato um com o outro, com base em lendas de ilhéus afirmando que seus antepassados tinham vindo do leste.
De acordo com os autores, os dados genéticos sugerem "um único evento de contato" por volta de 1200 d.C. com um "grupo nativo americano mais estreitamente relacionado aos habitantes indígenas da atual Colômbia". A contribuição genética é modesta, em grande parte limitada à Polinésia Oriental, fornecendo uma validação significativa, ainda que parcial, da tese de Heyerdahl.

## Expedição à Ilha de Páscoa

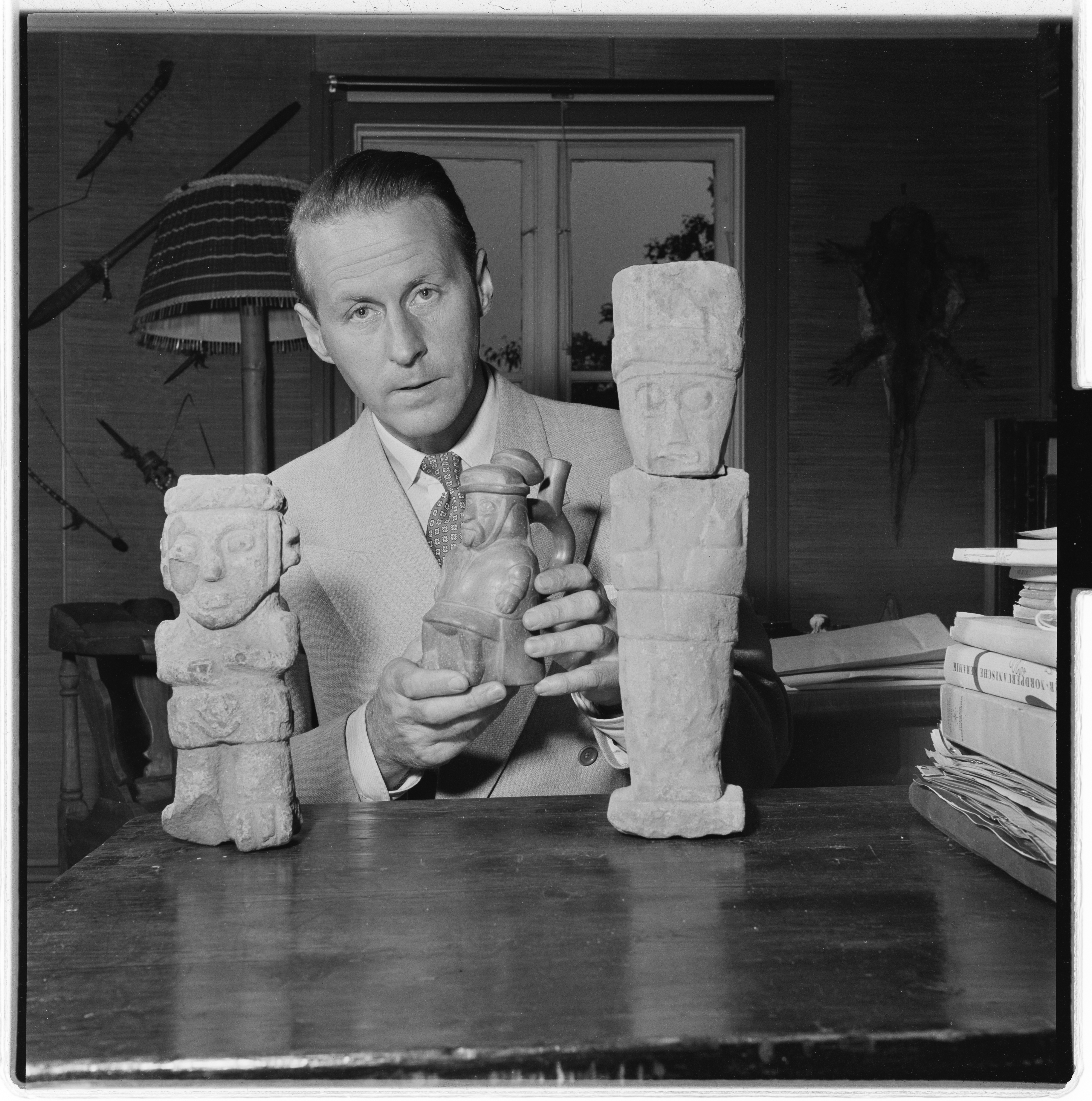
Thor Heyerdahl, em 1955

Em 1955-1956, Heyerdahl organizou a Expedição Arqueológica Norueguesa à Ilha de Páscoa. A equipe científica da expedição incluía Arne Skjølsvold, Carlyle Smith, Edwin Ferdon, Gonzalo Figueroa e William Mulloy. Heyerdahl e os arqueólogos profissionais que viajaram com ele passaram vários meses na Ilha de Páscoa investigando vários sítios arqueológicos importantes. Os destaques do projeto incluem experimentos na escultura, transporte e montagem dos moai notáveis, bem como escavações em locais proeminentes como Orongo e Poike. A expedição publicou dois grandes volumes de relatórios científicos (Relatórios da Expedição Arqueológica Norueguesa à Ilha de Páscoa e ao Pacífico Oriental) e Heyerdahl mais tarde adicionou um terceiro (A Arte da Ilha de Páscoa). O livro popular de Heyerdahl sobre o assunto, Aku-Aku foi outro best-seller internacional.
Em Easter Island: The Mystery Solved (Random House, 1989), Heyerdahl ofereceu uma teoria mais detalhada da história da ilha. Com base em testemunhos nativos e pesquisas arqueológicas, ele afirmou que a ilha foi originalmente colonizada por Hanau eepe ("Orelhas Longas"), da América do Sul, e que o polinésio Hanau momoko ("Orelhas Curtas") chegou apenas em meados do século 16; eles podem ter vindo de forma independente ou talvez tenham sido importados como trabalhadores. De acordo com Heyerdahl, algo aconteceu entre a descoberta da ilha pelo almirante Roggeveen em 1722 e a visita de James Cook em 1774; enquanto Roggeveen encontrou pessoas brancas, indianas e polinésias vivendo em relativa harmonia e prosperidade, Cook encontrou uma população muito menor, consistindo principalmente de polinésios e vivendo em privação.
Heyerdahl observa a tradição oral de uma revolta de "Orelhas Curtas" contra as "Orelhas Longas". Os "Orelhas Longas" cavaram um fosso defensivo no extremo leste da ilha e o encheram de fogo. Durante a revolta, Heyerdahl alegou, os "Orelhas Longas" acenderam seu fosso e recuaram atrás dele, mas os "Orelhas Curtas" encontraram uma maneira de contorná-lo, vieram por trás e empurraram todos, exceto dois dos "Ouvidos Longos" para o fogo. Este fosso foi encontrado pela expedição norueguesa e foi parcialmente cortado na rocha. Camadas de fogo foram reveladas, mas nenhum fragmento de corpos.
Quanto à origem do povo da Ilha de Páscoa, testes de DNA mostraram uma conexão com a América do Sul. Mas os críticos conjecturam que isso foi resultado de eventos recentes. Ainda assim, se isso é herdado de uma pessoa que vem em tempos posteriores é difícil saber. Se a história de que quase todos os Long Ears foram mortos em uma guerra civil for verdadeira, como diz a história dos ilhéus, seria de se esperar que a linhagem sul-americana que construía estátuas tivesse sido quase totalmente destruída, deixando em sua maior parte a linhagem polinésia.

## BarcosRaeRa II

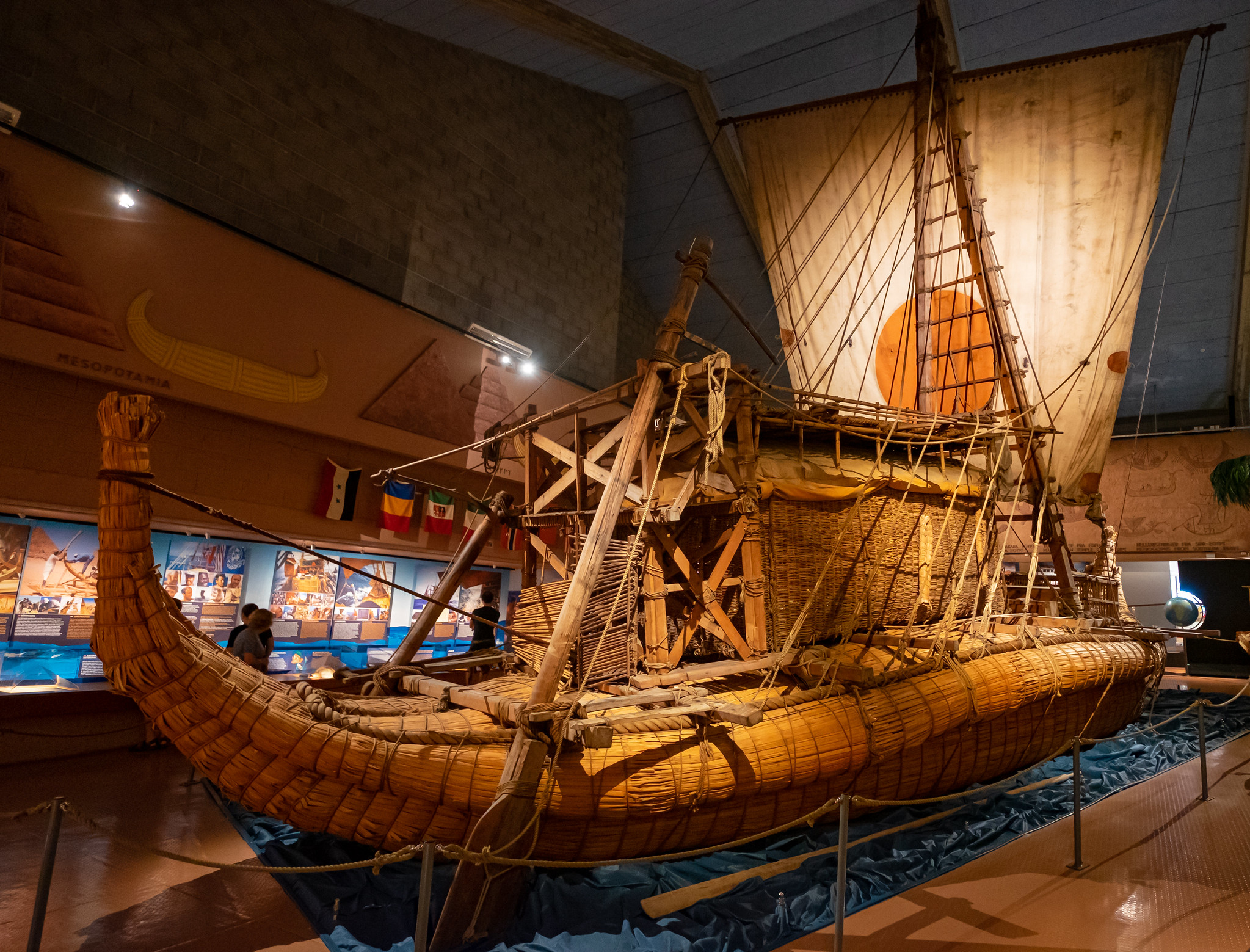
O Ra II no Museu Kon-Tiki

Em 1969 e 1970, Heyerdahl construiu dois barcos de papiro e tentou atravessar o Oceano Atlântico a partir de Marrocos, na África. Baseado em desenhos e modelos do antigo Egito, o primeiro barco, chamado Ra (em homenagem ao deus egípcio Sol), foi construído por construtores de barcos do Lago Chade usando palheta de papiro obtida do Lago Tana, na Etiópia, e lançada no Oceano Atlântico a partir da costa do Marrocos. A tripulação do Ra incluía Thor Heyerdahl (Noruega), Norman Baker (EUA), Carlo Mauri (Itália), Yuri Senkevich (URSS), Santiago Genovés (México), Georges Sourial (Egito) e Abdullah Djibrine (Chade). Apenas Heyerdahl e Baker tinham experiência em vela e navegação. Genovés viria a chefiar o Experimento Acali.
Depois de algumas semanas, Ra tomou água. A tripulação descobriu que um elemento-chave do método de construção de barcos egípcio havia sido negligenciado, uma corda que agia como uma fonte para manter a popa alta na água, permitindo flexibilidade. A água e as tempestades eventualmente fizeram com que ele caísse e se separasse depois de navegar mais de 6 400 km (4 000 milhas). A tripulação foi forçada a abandonar Ra, cerca de cem milhas (160 km) antes das ilhas caribenhas, e foi salva por um iate.
No ano seguinte, 1970, uma embarcação semelhante, Ra II, foi construída a partir de papiro etíope pelos cidadãos bolivianos Demetrio, Juan e José Limachi do Lago Titicaca, e também atravessou o Atlântico a partir do Marrocos, desta vez com grande sucesso. A tripulação era basicamente a mesma; embora Djibrine tenha sido substituído por Kei Ohara do Japão e Madani Ait Ouhanni do Marrocos. O barco se perdeu e foi alvo de uma missão de busca e resgate das Nações Unidas. As buscas incluíram assistência internacional, incluindo pessoas tão distantes quanto Loo-Chi Hu, da Nova Zelândia. O barco chegou a Barbados, demonstrando assim que os marinheiros poderiam ter lidado com viagens transatlânticas navegando com a Corrente das Canárias. O Ra II está agora no Museu Kon-Tiki em Oslo, Noruega.
O livro The Ra Expeditions e o documentário Ra (1972) foram feitos sobre as viagens. Além dos aspectos primários da expedição, Heyerdahl deliberadamente selecionou uma tripulação que representasse uma grande diversidade de raça, nacionalidade, religião e ponto de vista político, a fim de demonstrar que, pelo menos em sua pequena ilha flutuante, as pessoas poderiam cooperar e viver pacificamente. Além disso, a expedição coletou amostras da poluição marinha e apresentou seu relatório às Nações Unidas.

## Tigre

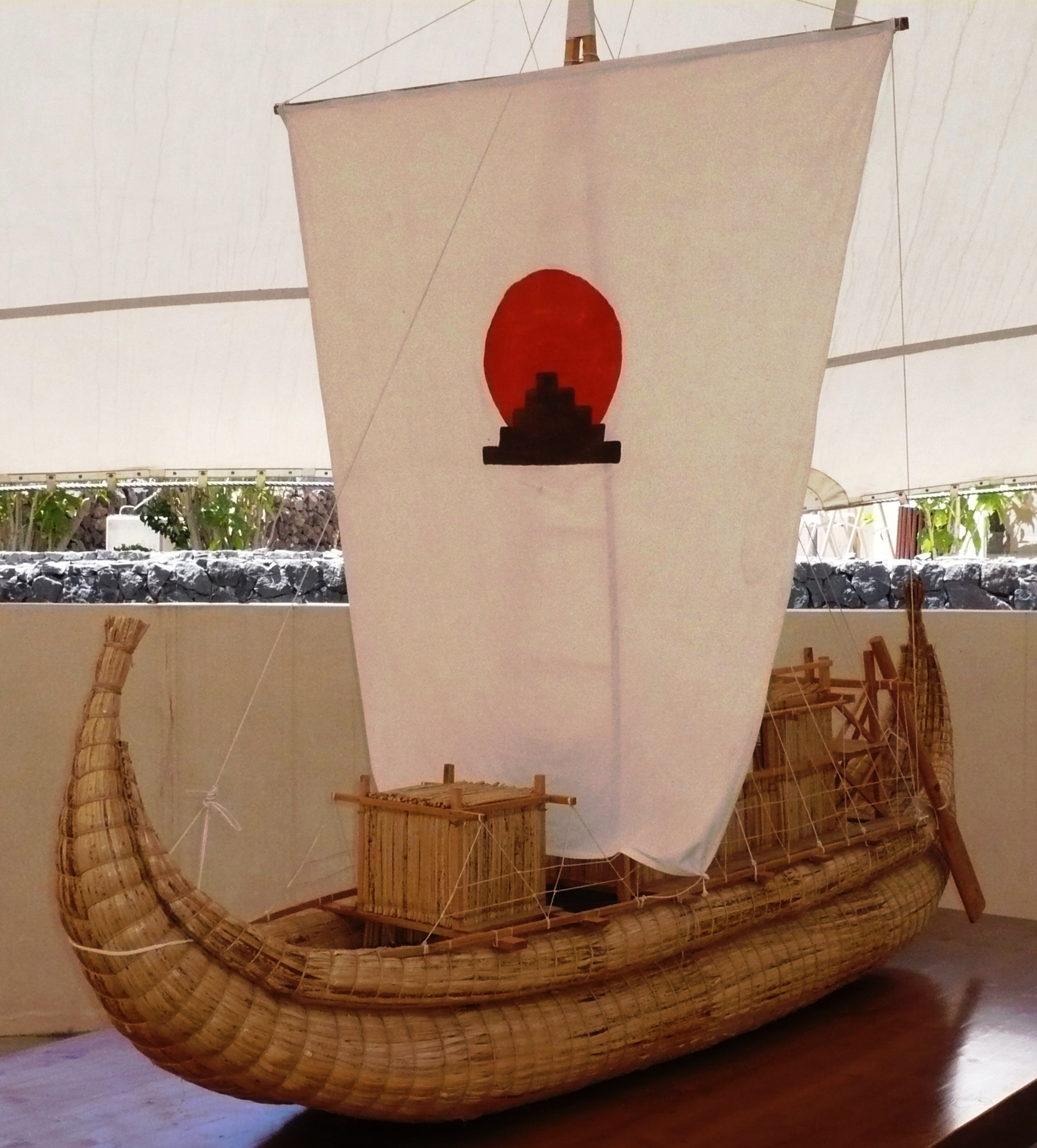
Modelo do Tigre nas Pirâmides de Güímar, Tenerife.

Heyerdahl construiu mais um barco de junco em 1977, o Tigris, que pretendia demonstrar que o comércio e a migração poderiam ter ligado a Mesopotâmia com a civilização do Vale do Indo, no que hoje é o Paquistão e o oeste da Índia. O Tigre foi construído em Al Qurnah, no Iraque, e navegou com sua tripulação internacional pelo Golfo Pérsico até o Paquistão e fez seu caminho para o Mar Vermelho.
 

Depois de cerca de cinco meses no mar e ainda permanecendo navegante, o Tigre foi deliberadamente queimado em Djibuti em 3 de abril de 1978 como um protesto contra as guerras que assolam todos os lados no Mar Vermelho e no Chifre da África. Em sua Carta Aberta ao Secretário-Geral da ONU, Kurt Waldheim, Heyerdahl explicou suas razões:
Hoje queimamos nosso orgulhoso navio ... protestar contra elementos desumanos no mundo de 1978... Agora somos forçados a parar na entrada do Mar Vermelho. Cercados por aviões militares e navios de guerra das nações mais civilizadas e desenvolvidas do mundo, fomos impedidos por governos amigos, por razões de segurança, de pousar em qualquer lugar, exceto na minúscula, e ainda neutra, República do Djibuti. Em outros lugares ao nosso redor, irmãos e vizinhos estão envolvidos em homicídios com os meios postos à sua disposição por aqueles que conduzem a humanidade em nosso caminho conjunto para o terceiro milênio.
Às massas inocentes de todos os países industrializados, dirigimos o nosso apelo. Precisamos acordar para a realidade insana do nosso tempo... Somos todos irresponsáveis, a menos que exijamos dos decisores responsáveis que os armamentos modernos deixem de ser postos à disposição de pessoas cujos antigos machados de batalha e espadas os nossos antepassados condenaram.

Nosso planeta é maior do que os feixes de junco que nos levaram através dos mares e, no entanto, pequeno o suficiente para correr os mesmos riscos, a menos que aqueles de nós ainda vivos abram nossos olhos e mentes para a necessidade desesperada de colaboração inteligente para salvar a nós mesmos e nossa civilização comum do que estamos prestes a converter em um navio afundando.
Nos anos que se seguiram, Heyerdahl foi muitas vezes franco em questões de paz internacional e meio ambiente.
O Tigre tinha uma tripulação de 11 homens: Thor Heyerdahl (Noruega), Norman Baker (EUA), Carlo Mauri (Itália), Yuri Senkevich (URSS), Germán Carrasco (México), Hans Petter Bohn (Noruega), Rashad Nazar Salim (Iraque), Norris Brock (EUA), Toru Suzuki (Japão), Detlef Soitzek (Alemanha) e Asbjørn Damhus (Dinamarca).

## Pirâmides de Güímar
Em 1991, ele estudou as Pirâmides de Güímar em Tenerife e declarou que não eram montes de pedra aleatórios, mas pirâmides. Com base na descoberta feita pelos astrofísicos Aparício, Belmonte e Esteban, do Instituto de Astrofísica de Canárias, de que as "pirâmides" eram astronomicamente orientadas e convencido de que eram de origem antiga, ele afirmou que os povos antigos que as construíram eram provavelmente adoradores do sol. Heyerdahl levantou a hipótese de que as pirâmides das Canárias formavam um ponto de parada temporal e geográfico nas viagens entre o antigo Egito e a civilização maia, iniciando uma controvérsia na qual participaram historiadores, esotéricos, arqueólogos, astrônomos e aqueles com interesse geral em história.
Entre 1991 e 1998, escavações arqueológicas do sítio foram realizadas por arqueólogos da Universidade de La Laguna. Resultados preliminares foram apresentados em um colóquio em 1996, fornecendo evidências para a datação das pirâmides. De acordo com o Georadar Geofísico precedente, oito locais adjacentes às pirâmides, cada um com uma área de 25 m2, foram investigados em camadas até o sólido assoalho de lava. Com isso, foi possível estabelecer três camadas específicas de sedimentos. Começando pelo topo, foram:
1. Uma camada de espessura média de 20 cm, constituída por terra rica em húmus com muitos restos vegetais e raízes; Os rastros do arado eram claramente identificáveis, assim como um amplo espectro de achados facilmente datáveis da segunda metade do século 20.
2. Uma camada de espessura média de 25 cm, semelhante em composição à primeira camada, porém contendo menos húmus e maior quantidade de pedras pequenas; Uma grande variedade de achados que poderiam ser datados dos séculos 19 e 20 foram encontrados, dos quais um selo oficial de 1848 merece destaque especial.
3. Uma camada de espessura entre 25 e 150 cm, composta por pequenas rochas vulcânicas, provavelmente colocadas em um movimento, que nivelou a pedra irregular embaixo; As pedras continham apenas muito poucos achados, principalmente um pequeno número de cacos de cerâmica, dos quais alguns eram locais e outros importados, ambos os tipos foram aproximadamente estimados como pertencentes ao século 19. As pirâmides ficam estratigraficamente diretamente no topo desta camada inferior, permitindo assim uma data mais antiga de construção das pirâmides dentro do século 19.[27]

Além disso, sob a borda de uma das pirâmides, uma caverna de lava natural foi descoberta. Ele havia sido murado e rendido artefatos da época dos Guanches. Como as pirâmides ficam estratigraficamente acima da caverna, os achados de Guanche entre 600 e 1000 d.C. só podem apoiar conclusões sobre a data do uso humano da caverna. O levantamento acima indica que as pirâmides em si não podem ser mais antigas do que o século 19.

## Outros projetos
"A Busca por Odin" no Azerbaijão e na Rússia. Heyerdahl, realizou quatro visitas ao Azerbaijão entre 1981 e 2000, atraído pelas antigas esculturas rupestres de Gobustan, que ele comparava às encontradas na Noruega. Baseado nas semelhanças artísticas, Heyerdahl sugeriu que o Azerbaijão poderia ser a origem de uma antiga civilização que migrou para a Escandinávia. Durante uma palestra em Baku em 1999, ele citou Snorri Sturluson, um historiador do século 13, que escreveu que o deus nórdico Odin migrou do Oriente para o Norte da Europa. Heyerdahl levou essa narrativa ao pé da letra, relacionando-a geograficamente com o Azerbaijão. Em 2000, ele continuou suas investigações arqueológicas em Azov, na Rússia, tentando validar suas teorias sobre a migração de Odin, enfrentando críticas e acusações de pseudociência por parte da comunidade acadêmica. As teorias de Heyerdahl, embora populares, permanecem amplamente rejeitadas por especialistas e não foram validadas até o presente.
Heyerdahl também investigou os montes encontrados nas Ilhas Maldivas, no Oceano Índico. Lá, ele encontrou fundações e pátios orientados para o sol, bem como estátuas com lóbulos de orelha alongados. Heyerdahl acreditava que essas descobertas se encaixavam com sua teoria de uma civilização marítima que se originou no que hoje é o Sri Lanka, colonizou as Maldivas e influenciou ou fundou as culturas da antiga América do Sul e da Ilha de Páscoa. Suas descobertas são detalhadas em seu livro The Maldive Mystery.
Heyerdahl também foi uma figura ativa na política verde. Recebeu inúmeras medalhas e prêmios. Ele também recebeu 11 doutorados honorários de universidades das Américas e da Europa.
Nos anos seguintes, Heyerdahl esteve envolvido com muitas outras expedições e projetos arqueológicos. Ele permaneceu mais conhecido por sua construção de barcos, e por sua ênfase no difusionismo cultural.

## Publicações
- På Jakt efter Paradiset (Caça ao Paraíso), 1938; Fatu-Hiva: Back to Nature (mudou de título em inglês em 1974).
- The Kon-Tiki Expedition: By Raft Across the South Seas (Kon-Tiki ekspedisjonen, também conhecido como Kon-Tiki: Across the Pacific in a Raft), 1948.
- American Indians in the Pacific: The Theory Behind the Kon-Tiki Expedition (Chicago: Rand McNally, 1952), 821 páginas.
- Aku-Aku: The Secret of Easter Island, 1957.
- Archaeology of Easter Island, vol. 1 (Londres: George Allen and Unwin, 1961), vol. 2 (1965)
- Sea Routes to Polynesia: American Indians and Early Asiatics in the Pacific (Chicago: Rand McNally, 1968), 232 pages.
- The Ra Expeditions ISBN 0-14-003462-5.
- Early Man and the Ocean: The Beginning of Navigation and Seaborn Civilizations, 1979
- The Tigris Expedition: In Search of Our Beginnings
- The Maldive Mystery, 1986
- Green Was the Earth on the Seventh Day: Memories and Journeys of a Lifetime
- Pyramids of Tucume: The Quest for Peru's Forgotten City
- Skjebnemøte vest for havet [Fate Meets West of the Ocean], 1992 (apenas em norueguês e alemão).
- In the Footsteps of Adam: A Memoir (a edição oficial é Abacus, 2001, traduzido por Ingrid Christophersen) ISBN 0-349-11273-8
- Ingen Grenser (No Boundaries, apenas norueguês), 1999[31]
- Jakten på Odin (Teorias sobre Odin, somente norueguês), 2001